# مايكل هارست
مايكل هارست (بالإنجليزية: Michael Hearst)‏ هو ملحن أمريكي، ولد في 27 ديسمبر 1972.

## وصلات خارجية
- مايكل هارست على موقع IMDb (الإنجليزية)
- مايكل هارست على موقع ميوزك برينز (الإنجليزية)
- مايكل هارست على موقع ديسكوغز (الإنجليزية)
- مايكل هارست على موقع قاعدة بيانات الفيلم (الإنجليزية)

- الموقع الرسمي